# Worland (Wyoming)
Worland es una ciudad ubicada en el condado de Washakie en el estado estadounidense de Wyoming. Es sede del condado de Washakie. En el año 2010 tenía una población de 5487 habitantes y una densidad poblacional de 508 personas por km² . Se encuentra a la orilla del río Bighorn, afluente del Yellowstone que es, a su vez afluente del río Misuri.

## Geografía

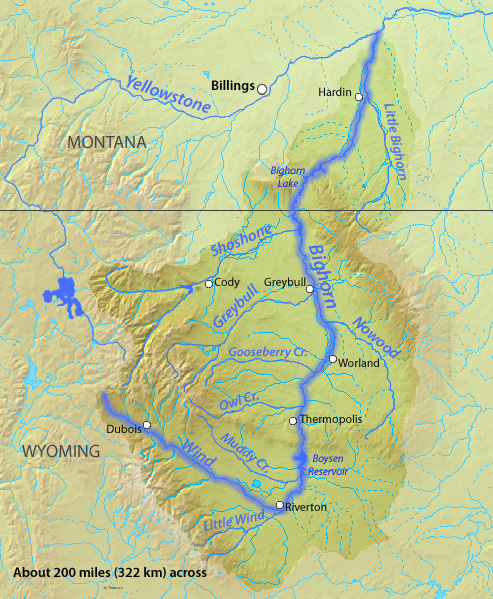
Ubicación de Worland en un mapa de la cuenca del río Bighorn

Worland se encuentra ubicada en las coordenadas 44°1′11.63″N 107°57′41.62″O / 44.0198972, -107.9615611. Según la Oficina del Censo, la localidad tiene un área total de 10,8 km² (4,2 mi²), de la cual 10,7 km² (4,1 mi²) es tierra y 0,2 km² (0,1 mi²) (1.44%) es agua.

## Demografía
En el 2000 la renta per cápita promedia del hogar era de $31.447, y el ingreso promedio para una familia era de $42.453. El ingreso per cápita para la localidad era de $17.208. En 2000 los hombres tenían un ingreso per cápita de $31.441 contra $20.777 para las mujeres. Alrededor del 15.40% de la población estaba bajo el umbral de pobreza nacional.
| 1910 | 1920  | 1930  | 1940  | 1950  | 1960  | 1970  | 1980  | 1990  | 2000  | 2010  |
| ---- | ----- | ----- | ----- | ----- | ----- | ----- | ----- | ----- | ----- | ----- |
| 265  | 1.225 | 1.461 | 2.710 | 4.202 | 5.806 | 5.055 | 6.391 | 5.742 | 5.250 | 5.487 |